# Turais
Turais (iota Carinae) is een heldere ster in het sterrenbeeld Kiel (Carina). De ster staat ook bekend als Tureis, Scutulum en Aspidiske.
De ster heeft een spectraalklasse van A8 of F0. Rond het jaar 8075 zal de zuidelijke hemelpool in de buurt van Turais staat, hij is dan de zuidelijke Poolster.